# Музей джазу Нішвіл
Музей джазу Нішвіль (серб. Нишвил џез музеј; англ. Nisville Jazz Museum) — перша неурядова культурна установа такого роду в Сербії, яка була урочисто відкрита у фортеці Ніш в районі старого турецького хамаму 3 серпня 2018 року, під час традиційного 35-го фестивалю джазу Nishville («Нішвіль 2018»).

## Розташування
Музей знаходиться в південно-західній частині Нішської фортеці вздовж головної пішохідної доріжки, ліворуч від Стамбольських воріт, головного входу у фортецю, і Белградських воріт, в районі колишнього турецького хамаму. 
Музей оточений численними об’єктами культурного значення та місцями археологічних розкопок, які  говорять про існування на цій території стародавньої фортеці та закладів громадського харчування приблизно два тисячоліття тому.
Досить близько розташований центр міста, з яким музей з'єднує міст через Нішаву. Приблизно за п’ятдесят метрів на північний схід розташовані дві художні галереї (павільйон у Нішській фортеці та салон 77) і літня естрада, де традиційно проводяться численні культурні заходи, зокрема джазовий фестиваль Nishville. 

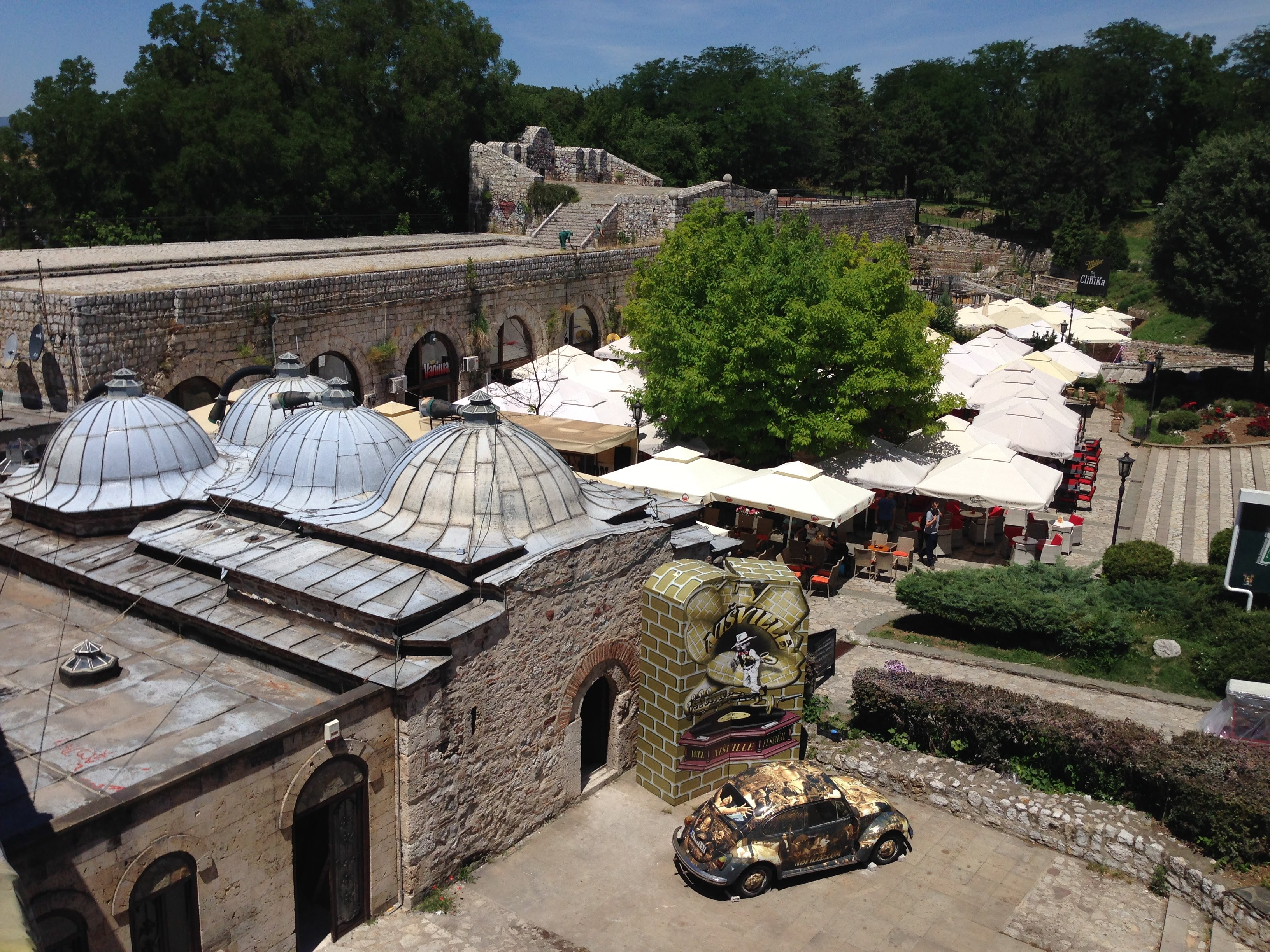
Колишній хамам, в якому розташований музей, колись був єдиною турецькою банею, призначеною або тільки для жіночої, або тільки для чоловічої частини населення. Він був побудований як подарунок Мехмед-бея, першого санджакбея Смедеревського санджаку, зі стінами товщиною до одного метра з цегли та каменю, розташованих по черзі.

## Передумови створення музею
Протягом 2018 року, група ентузіастів, разом з оргкомітетом фестивалю Нішвіль, розпочала підготовку до створення простору і закупівлі експонатів для музею, який мав би складатися з артефактів найважливіших учасників попередніх років фестивалю Nishville:
- Бенні Голсон (1929) — американський джазмен, тенор-саксофоніст, композитор і аранжувальник.
- Джосс Стоун (1987) — Joscelyn Eve Stoker, англійська співачка, в репертуарі якої переважно соул, а також ритм-енд-блюз. Вона почала свою кар'єру в 2001 році, у віці 14 років, і стала відомою в 2003 через свій дебютний альбом "The Soul Sessions". У Стоун надзвичайно гарний голос, і сьогодні її часто згадують у контексті наступниці Арети Франклін. Вона брала участь у міжнародному фестивалі в Нешвіллі в серпні 2016 року, що також було її першим візитом Сербії.

- Канді Дулфер (1969) — голландська джаз–саксофоністка та співачка. В одинадцять років виступала в оркестрі свого батька. Більш широку популярність вона отримала завдяки співпраці з рок-музикантом Принцом. Наприкінці 1989 року, перед від'їздом до США, вона записала з Дейвом Стюартом з Yuritmix композицію «Lily was here», яка стала однією з найпопулярніших інструментальних композицій кінця 1980-х років. Потім вона співпрацювала з Ваном Моррісоном, граючи в його концертному альбомі Live in San Francisco, а в 1990 році грала з Pink Floyd на фестивалі Knebworth перед 130 000 відвідувачів. Кілька разів виступала на фестивалі в Нешвіллі, а з 2017 року є почесним громадянином міста Ніш. Її прізвисько «фанкова цукерка». [3]
- Соломон Берк (1940 — 2010) — покійний американський соул-співак і автор пісень. Починав як ведучий радіошоу, присвяченого соулу. Почав самостійну карʼєру підписавши контракт з Atlantic Records. Протягом 60-х років XX століття він випустив кілька відомих синглів, найвідомішим з яких був «Everybody Needs Somebody to Love», на яку пізніше записали варіації багато інших музикантів. Основними жанрами, в яких він себе проявив, були блюз, ритм-енд-блюз і соул, що принесло йому титули Короля року та соулу та Єпископа соулу. Деякі називають його Мухаммедом Алі соулу.
- Шабан Байрамович (1936 — 2008) — виконавець ромської та сербської музики, відомий як «Король ромської музики». Він записав 20 альбомів і близько півсотні синглів, написав і склав понад сімсот пісень. Шанувальники характеризують його як надзвичайного співака найвищої якості, «співака від серця і душі». Про якість його пісень говорить той факт, що його виконання пісні «Đelem, Đelem» було обрано гімном усіх ромів світу. Незважаючи на важку хворобу, він виступав на Міжнародному джазовому фестивалі Nishville в Ніші в 2005 році. років. Журнал Time назвав його одним із десяти найвидатніших блюзових співаків світу.
- Душко Гойкович (1931) — сербський джазовий трубач, композитор, аранжувальник і керівник групи. Він подарував музею свій мундир, у якому був на вручені докторського ступеня.
- Sun Ra Arkestra

Окрема кімната в музеї призначена для двох самостійних тематичних блоків, присвячених американському королю джазу Соломону Берку і балканському та нішському королю музики, одному з десяти найвидатніших блюзових співаків світу Шабану Байрамовичу. В цій кімнаті особливе місце займає копія пам’ятника Шабану, розташованого на набережній Нішави – роботи академічного скульптора Владана Ашаніна. 
У музеї можна знайти колекцію Television Nashville, де є відео з попередніх двадцяти випусків Фестивалю, а також записи всіх інтерв’ю, прес-конференцій і багато ексклюзивних неопублікованих записів найвидатніших джазових музикантів світу.
Організатори фестивалю запросили шанувальників джазу допомогти у створені музею фінансовим внеском або передавши цікаві експонати з особистих архівів. Багато музикантів вже надіслали свої аудіозаписи, а Ларрі Вучкович (видатний піаніст, який походить з цієї місцевості, жив і працював в Америці понад півстоліття) написав присвяту музею на своїх антологічних виданнях платівок, виданих в Америці. Відомий Американський музей джазу на батьківщині джазу – у Новому Орлеані – також пообіцяв співпрацю та допомогу у створенні музею.
Частина музейної експозиції

## Значення створення музею
Музей відіграє велику роль в культурному розвитку міста Ніш та популяризації історії джазу, а Нішвільський джазовий фестиваль був оголошений Міністерством культури Республіки Сербія подією національного значення і отримав численні нагороди за свою діяльність в області культури:
- Статус «Найкращий в Сербії» 2011 року за думкою Міністерства торгівлі та послуг, Торгово-промислової палати Сербії та журналу "Privredni pregled"
- Нагороди «Проект майбутнього» в акції Клубу ділових журналістів Сербії 2010 року та центра малого і середнього підприємництва.
- Туристична квітка 2015 року як кращий туристичний захід у популяризації туризму.

Зовнішній вигляд музею

## Графік роботи
Джазовий музей Нішвіл відкритий щодня з 10:00 до 20:00. Вхід до музею коштує 100 динарів (33 грн).